# U-19-Fußball-Europameisterschaft 2023
Die Endrunde der 37. U-19-Europameisterschaft fand vom 3. bis zum 16. Juli 2023 in Malta statt. Dies war nach der U-17-EM 2014 das zweite Mal, dass Malta eine UEFA-Endrunde im Jugendbereich ausrichtete. Insgesamt nahmen acht Mannschaften daran teil. Von den 55 UEFA-Mitgliedern hatte nur Liechtenstein keine Mannschaft für die Qualifikationsphase gemeldet, zudem wurde die Mannschaft Russlands nach dem russischen Einmarsch in die Ukraine im Februar 2022 von der Qualifikation ausgeschlossen. Von den Mannschaften aus dem deutschsprachigen Raum konnte sich keine qualifizieren. Auch Titelverteidiger England gelang die Qualifikation nicht.
Die Mannschaft Italiens konnte sich durch einen 1:0-Finalerfolg gegen Portugal zum zweiten Mal den Europameistertitel in dieser Altersklasse sichern.

## Vergabe
Das UEFA-Exekutivkomitee gab am 24. August 2022 bekannt, dass Malta die Endrunde der U-19-EM ausrichten werde. Dies war das zweite Mal, dass Malta Gastgeber eines UEFA-Turniers war; bereits die Endrunde der U-17-EM 2014 fand in dem Land statt.

## Qualifikation
Für die Qualifikation hätte erstmals ein neues Format zur Anwendung kommen sollen, das sich an der UEFA Nations League orientiert und schon für die Qualifikationen für die U-17-Fußball-Europameisterschaft der Frauen 2022 und U-19-Fußball-Europameisterschaft der Frauen 2022 angewandt wurde. Bei der Veröffentlichung der Wettbewerbsregularien beschloss die UEFA jedoch, den alten Modus – bestehend aus einer Qualifikationsrunde und einer Eliterunde, jeweils in Vierergruppen – beizubehalten.

### Qualifikationsrunde
Die 54 meldenden Verbände wurden mit Ausnahme des automatisch qualifizierten Gastgebers Maltas in 13 Vierergruppen gelost. Portugal erhielt als bestplatzierte Nation im UEFA-Koeffizientenranking für U-19-Nationalmannschaften ein Freilos für die Eliterunde. Alle Gruppen wurden in Form von Miniturnieren im Modus Jeder-gegen-jeden über mehrere Tage hinweg an einem Ort ausgespielt, wobei eine der teilnehmenden Mannschaften pro Gruppe als Gastgeber fungierte. Die 13 Gruppensieger und -zweiten sowie der beste Gruppendritte qualifizierten sich für die Eliterunde. Die Spiele fanden im Zeitraum zwischen dem 30. Mai und dem 27. September 2022 statt. Da zum Zeitpunkt der Auslosung der Ausschluss Russlands aufgrund des russischen Einmarsches in die Ukraine im Februar 2022 noch nicht final beschlossen war, wurde das russische U-19-Team zunächst einer Gruppe zugelost. Nach der Bestätigung des Ausschlusses wurde das betreffende Miniturnier als Dreiergruppe ausgespielt.
Die Schweiz war Gastgeber ihres Miniturniers, konnte sich jedoch nicht für die Eliterunde qualifizieren, auch Österreich scheiterte. Die Mannschaft Deutschlands konnte sich hingegen für die nächste Runde qualifizieren.

### Eliterunde
Die Auslosung zur Eliterunde fand am 8. Dezember 2022 statt. Dabei wurden die 13 Gruppensieger und -zweiten der Qualifikationsrunde sowie der beste Gruppendritte und das jetzt ins Turnier einsteigende Portugal in sieben Vierergruppen gelost. Wie bereits in der vorherigen Runde fanden alle Gruppenspiele in Form eines Miniturniers bei einer der beteiligten Mannschaften statt. Die Spiele wurden zwischen dem 20. und 28. März 2023 ausgetragen. Die sieben Gruppensieger qualifizierten sich für die EM-Endrunde in Malta. Deutschland belegte in seiner Gruppe nur den zweiten Platz hinter Italien und verfehlte damit zum vierten Mal in Folge die Qualifikation für das Finalturnier.

## Teilnehmer
Gastgeber Malta war automatisch für die Endrunde qualifiziert; es ist das erste Mal, dass die maltesische U-19-Nationalmannschaft an einer EM-Endrunde teilnimmt. Die weiteren sieben Plätze gingen an die sieben Gruppensieger der Eliterunde. Die Mannschaft Islands feierte ebenfalls ihr Debüt bei einem Europameisterschaftsturnier in dieser Altersklasse.
- Malta (Gastgeber)
- Norwegen – Sieger Gruppe 1
- Italien – Sieger Gruppe 2
- Spanien – Sieger Gruppe 3
- Portugal – Sieger Gruppe 4
- Griechenland – Sieger Gruppe 5
- Polen – Sieger Gruppe 6
- Island – Sieger Gruppe 7

Die Auslosung der Endrunde fand am Mittwoch, 19. April 2023 im Teatru Manoel in Valletta statt.

## Spielorte
Der Maltesische Fußballverband benannte vier Stadien für die Austragung. Drei davon liegen auf der Hauptinsel Maltas, eines auf Gozo.
| Attard |

| Paola |

| Xewkija |

| Attard |

| Paola |

| Xewkija |

## Vorrunde

### Modus
Die Vorrunde wurde in zwei Gruppen mit jeweils vier Mannschaften ausgetragen. Die zwei Gruppensieger und Zweitplatzierten qualifizierten sich für das Halbfinale. Die Gruppenspiele fanden vom 3. bis 10. Juli 2023 statt.
Wenn zwei oder mehr Mannschaften derselben Gruppe nach Abschluss der Gruppenspiele die gleiche Anzahl Punkte aufweisen, wird die Platzierung nach folgenden Kriterien in dieser Reihenfolge ermittelt:
a. höhere Punktzahl aus den Direktbegegnungen der betreffenden Mannschaften;
b. bessere Tordifferenz aus den Direktbegegnungen der betreffenden Mannschaften;
c. größere Anzahl erzielter Tore aus den Direktbegegnungen der betreffenden Mannschaften;
d. wenn es nach Anwendung der Kriterien a) bis c) eine Unterscheidung gab, dabei aber immer noch mehrere Mannschaften gleichauf liegen, werden die Kriterien a) bis c) auf die Direktbegegnungen der betreffenden Mannschaften erneut angewandt. Führt dieses Vorgehen keine Entscheidung herbei, werden die Kriterien e) bis h) angewandt;
e. bessere Tordifferenz aus allen Gruppenspielen;
f. größere Anzahl erzielter Tore aus allen Gruppenspielen;
g. geringere Gesamtzahl an Strafpunkten auf der Grundlage der in allen Gruppenspielen erhaltenen gelben und roten Karten (rote Karte = 3 Punkte, gelbe Karte = 1 Punkt, Platzverweis nach zwei gelben Karten in einem Spiel = 3 Punkte);
h. UEFA-Koeffizient bei der Auslosung zur Qualifikation;
Treffen zwei Mannschaften im letzten Gruppenspiel aufeinander, die dieselbe Anzahl Punkte sowie die gleiche Tordifferenz und gleiche Anzahl erzielter und erhaltener Tore aufweisen, und endet das betreffende Spiel unentschieden, wird die endgültige Platzierung der beiden Mannschaften durch Elfmeterschießen ermittelt, vorausgesetzt, dass keine andere Mannschaft derselben Gruppe nach Abschluss aller Gruppenspiele dieselbe Anzahl Punkte aufweist. Haben mehr als zwei Mannschaften dieselbe Anzahl Punkte, finden die oberen Kriterien Anwendung.

### Gruppe A
| Pl. | Land     | Sp. | S | U | N | Tore    | Diff. | Punkte |
| --- | -------- | --- | - | - | - | ------- | ----- | ------ |
| 1.  | Portugal | 3   | 3 | 0 | 0 | 009:200 | +7    | 09     |
| 2.  | Italien  | 3   | 1 | 1 | 1 | 006:600 | ±0    | 04     |
| 3.  | Polen    | 3   | 1 | 1 | 1 | 003:300 | ±0    | 04     |
| 4.  | Malta    | 3   | 0 | 0 | 3 | 001:800 | −7    | 0      |

|                                                              |   |          |           |
| Mo., 3. Juli 2023 um 18:00 Uhr in Paola                      |   |          |           |
| Polen                                                        | – | Portugal | 0:2 (0:1) |
| Mo., 3. Juli 2023 um 21:00 Uhr in Attard (Nationalstadion)   |   |          |           |
| Malta                                                        | – | Italien  | 0:4 (0:2) |
| Do., 6. Juli 2023 um 18:00 Uhr in Attard (Centenary Stadium) |   |          |           |
| Malta                                                        | – | Polen    | 0:2 (0:0) |
| Do., 6. Juli 2023 um 21:15 Uhr in Attard (Centenary Stadium) |   |          |           |
| Portugal                                                     | – | Italien  | 5:1 (1:1) |
| So., 9. Juli 2023 um 18:00 Uhr in Attard (Nationalstadion)   |   |          |           |
| Italien                                                      | – | Polen    | 1:1 (1:1) |
| So., 9. Juli 2023 um 18:00 Uhr in Xewkija                    |   |          |           |
| Portugal                                                     | – | Malta    | 2:1 (1:0) |

### Gruppe B
| Pl. | Land         | Sp. | S | U | N | Tore    | Diff. | Punkte |
| --- | ------------ | --- | - | - | - | ------- | ----- | ------ |
| 1.  | Spanien      | 3   | 2 | 1 | 0 | 007:100 | +6    | 07     |
| 2.  | Norwegen     | 3   | 1 | 2 | 0 | 006:500 | +1    | 05     |
| 3.  | Island       | 3   | 0 | 2 | 1 | 002:300 | −1    | 02     |
| 4.  | Griechenland | 3   | 0 | 1 | 2 | 004:100 | −6    | 01     |

|                                                              |   |              |           |
| Di., 4. Juli 2023 um 18:00 Uhr in Attard (Centenary Stadium) |   |              |           |
| Norwegen                                                     | – | Griechenland | 5:4 (5:0) |
| Di., 4. Juli 2023 um 21:15 Uhr in Attard (Centenary Stadium) |   |              |           |
| Island                                                       | – | Spanien      | 1:2 (0:1) |
| Fr., 7. Juli 2023 um 18:00 Uhr in Xewkija                    |   |              |           |
| Island                                                       | – | Norwegen     | 1:1 (0:0) |
| Fr., 7. Juli 2023 um 21:00 Uhr in Paola                      |   |              |           |
| Griechenland                                                 | – | Spanien      | 0:5 (0:4) |
| Mo., 10. Juli 2023 um 21:00 Uhr in Attard (Nationalstadion)  |   |              |           |
| Spanien                                                      | – | Norwegen     | 0:0       |
| Mo., 10. Juli 2023 um 21:00 Uhr in Paola                     |   |              |           |
| Griechenland                                                 | – | Island       | 0:0       |

## Finalrunde
Sollten Spiele der Finalrunde nach Ablauf der regulären Spielzeit unentschieden stehen, schloss sich zunächst eine Verlängerung von zweimal 15 Minuten an. Sollte danach immer noch kein Sieger feststehen, wurde dieser im Elfmeterschießen ermittelt.

### Halbfinale
|                                                        |   |          |           |
| Do., 13. Juli 2023, 18 Uhr in Paola                    |   |          |           |
| Portugal                                               | – | Norwegen | 5:0 (3:0) |
| Do., 13. Juli 2023, 21 Uhr in Attard (Nationalstadion) |   |          |           |
| Spanien                                                | – | Italien  | 2:3 (0:0) |

Die genaue Zuordnung der Halbfinalpartien zu Austragungsort und -zeit erfolgte erst nach dem Abschluss der Gruppenphase.

### Finale
| Portugal                                                             | Portugal | Italien | Italien |
| -------------------------------------------------------------------- | --- | --- | ------- |
| Portugal                                                             | \| Finale \| \| So., 16. Juli 2023 um 21:00 Uhr in Attard (Ta’ Qali Nationalstadion) \| \| Ergebnis: 0:1 (0:1) \| \| Zuschauer: 5.648 \| \| Schiedsrichter: Sven Jablonski ( Deutschland) \| \| Spielbericht \|                                                                    | \| Finale \| \| So., 16. Juli 2023 um 21:00 Uhr in Attard (Ta’ Qali Nationalstadion) \| \| Ergebnis: 0:1 (0:1) \| \| Zuschauer: 5.648 \| \| Schiedsrichter: Sven Jablonski ( Deutschland) \| \| Spielbericht \|                                                                                 | Italien |
| Portugal                                                             | Gonçalo Ribeiro – Gonçalo Esteves, Antonió Ribeiro (90.+1' Luis Gomes), Gabriel Brás, Martim Marques – Samuel Justo (46. Diogo Prioste), Nuno Félix, Gustavo Sá (76. Herculano Nabian) – Hugo Félix (83. Miguel Falé), Rodrigo Ribeiro, Carlos Forbs Cheftrainer: Joaquim Milheiro | Davide Mastrantonio – Iacopo Regonesi, Lorenzo Dellavalle, Alessandro Dellavalle, Filippo Missori – Cher Ndour (64. Luca Lipani), Giacomo Faticanti (79. Niccolò Pisilli), Luis Hasa – Samuele Vignato (79. Luca Koleosho), Francesco Pio Esposito, Michael Kayode Cheftrainer: Alberto Bollini | Italien |
| Portugal                                                             | 0:1 Kayode (19.) | | Italien |
| Portugal                                                             | Bras (24.), Justo (26.), Sá (73.) | Missori (33.), N’Dour (45.+1'), Kayode (78.), Mastrantonio (89.) | Italien |
| Finale                                                               | | |         |
| So., 16. Juli 2023 um 21:00 Uhr in Attard (Ta’ Qali Nationalstadion) | | |         |
| Ergebnis: 0:1 (0:1)                                                  | | |         |
| Zuschauer: 5.648                                                     | | |         |
| Schiedsrichter: Sven Jablonski ( Deutschland)                        | | |         |
| Spielbericht                                                         | | |         |

## Beste Torschützen
| Rang | Spieler           | Tore |
| ---- | ----------------- | ---- |
| 01   | Víctor Barberà    | 4    |
| 02   | Hugo Félix        | 3    |
|      | Rodrigo Ribeiro   | 3    |
| 04   | Stefanos Tzimas   | 2    |
|      | Luca Lipani       | 2    |
|      | Samuele Vignato   | 2    |
|      | Niklas Ødegård    | 2    |
|      | Alwande Roaldsøy  | 2    |
|      | Igor Strzałek     | 2    |
|      | Gabi Brás         | 2    |
|      | Gustavo Sá        | 2    |
|      | João Vasconcelos  | 2    |
|      | Yarek Gasiorowski | 2    |

Hinzu kommen 19 Spieler mit je einem Tor.

## Schiedsrichter
Die UEFA berief sechs Schiedsrichter für die Spielleitungen, darunter mit Yael Falcón einen Gastschiedsrichter aus Argentinien. Der Videobeweis kam nicht zum Einsatz.
| Schiedsrichter   | Assistenten        | Vierte Offizielle |
| ---------------- | ------------------ | ----------------- |
| Juxhin Xhaja     | Dojando Myftari    | Ishmael Barbara   |
| Yigal Frid       | Yossi Babayoff     | Genc Nuza         |
| Joonas Jaanovits | Aron Härsing       |                   |
| Gergő Bogár      | Theodoros Georgiou |                   |
| Sven Jablonski   | Robert Kempter     |                   |
| Yael Falcón      | Facundo Rodríguez  |                   |
|                  | Rafael Morim       |                   |
|                  | Deniss Ševčenko    |                   |